# Akira Akao
Akira Akao (japanisch 赤尾 公 Akao Akira; * 15. Februar 1988 in Kagoshima) ist ein ehemaliger japanischer Fußballspieler.

## Karriere
Akao erlernte das Fußballspielen in der Schulmannschaft der Kagoshima Jitsugyo High School und der Universitätsmannschaft der National Institute of Fitness and Sports in Kanoya. Seinen ersten Vertrag unterschrieb er 2010 bei Gainare Tottori. Der Verein spielte in der dritthöchsten Liga des Landes, der Japan Football League. 2011 wechselte er zum SC Tottori Dreams. 2012 wechselte er zu Volca Kagoshima (heute: Kagoshima United FC). Am Ende der Saison 2013 stieg der Verein in die Japan Football League auf. Am Ende der Saison 2015 stieg der Verein in die J3 League auf. Für den Verein absolvierte er 167 Ligaspiele. Ende 2019 beendete er seine Karriere als Fußballspieler.